# Cầu Yavuz Sultan Selim
Cầu Yavuz Sultan Selim (tiếng Thổ Nhĩ Kỳ: Yavuz Sultan Selim Köprüsü) là cây cầu đường bộ và đường sắt ở Istanbul, Thổ Nhĩ Kỳ, bắc qua eo biển Bosphorus, là eo biển nằm giữa 2 lục địa Á-Âu.
Cầu Yavuz Sultan Selim khởi công xây dựng vào ngày 29 tháng 5 năm 2013, khánh thành ngày 26 tháng 8 năm 2016. Đây là cây cầu treo cao nhất thế giới, với chiều cao 322 mét, và cũng là cây cầu treo rộng nhất thế giới, với chiều rộng 58.4 mét (192 feet).
Hiện nay (2016), cầu Yavuz Sultan Selim là cầu cao thứ hai trên thế giới, tính theo cấu trúc, sau Cầu cạn Millau,